# الحزب الديمقراطي الليبرالي الألماني
الحزب الديمقراطي الليبرالي الألماني (بالألمانية: Liberal-Demokratische Partei Deutschlands )‏ هو حزب سياسي من ألمانيا الشرقية، أسس في 5 يوليو 1945، وحل في 27 مارس 1990، و11 أغسطس 1990، يقع مقره في برلين، أمينه العام هو Günter Stempel ‏، وHerbert Täschner ‏، ومانفريد كيرلاخ، وقد بلغ عدد أعضائه 106,000 في 1987.

## أعضاء بارزون
- كود سباركل
- تحديث القائمة

- هانز ديتريش غينشر (1946 - 1952)
- مانفريد كيرلاخ
- ماتياس بلاتسيك (1989 - )
- Johannes Dieckmann
- يوجين شيفر
- Wilhelm Külz (1945 - )
- بوركهارد هيرش
- Hans Loch
- Marie Elisabeth Lüders
- Karl-Hermann Flach